# Krzysztof Firlus
Krzysztof Firlus (ur. 1983 w Opolu) – polski basista klasyczny (gambista i kontrabasista), muzyk solowy, kameralny i orkiestrowy (instrumentalista Narodowej Orkiestry Symfonicznej Polskiego Radia w Katowicach), pedagog (klasa violi da gamba w Akademii Muzycznej w Katowicach oraz klasa kontrabasu Akademii Muzycznej w Krakowie). Ukończył studia na Uniwersytecie Mozarteum w Salzburgu (w klasie prof. Vittorio Ghielmiego) i w Akademii Muzycznej w Katowicach (w klasie prof. Marka Caudle'a). Laureat programu stypendialnego „Młoda Polska”. Artysta pochodzi z Opola, a obecnie mieszka w Rudzie Śląskiej.
Doktor habilitowany sztuk muzycznych. K. Firlus jest mężem klawesynistki i organistki Anny Firlus, pracownicy badawczo-dydaktycznej katowickiej uczelni muzycznej. Ich wspólny album pt. Gamba Sonatas otrzymał nominację do Fryderyka 2019.

## Dyskografia

### Albumy
- 2019: C.F. Abel: Sonatas from the Maltzan Collection (+ Anna Firlus / Tomasz Pokrzywiński)
- 2018: Gamba Sonatas (+ Anna Firlus)
- 2017: Muzyka Zamku Warszawskiego / Muzyka Mistrzów Francuskich (+ {oh!} Orkiestra Historyczna / Martyna Pastuszka)
- 2014: Music in Dresden in the Times of Augustus II The Strong (+ Martyna Pastuszka / Marcin Świątkiewicz)